# Charlotta Cypryjska
Charlotta Cypryjska, Szarlota Cypryjska (ur. 28 czerwca 1444 w Nikozji, zm. 16 lipca 1487 w Rzymie) – królowa Cypru. Jedyna córka Jana II i jego drugiej żony – Heleny Paleolog (wnuczki cesarza bizantyjskiego Manuela II Paleologa i Heleny Dragaš).

## Życiorys
W wieku 14 lat, po śmierci ojca została w Nikozji koronowana na królową Cypru i rządziła nim w latach 1458-1464. Jej prawa do tronu zostały zakwestionowane przez jej przyrodniego brata Jakuba (nieślubnego syna jej ojca). Charlotta przez 3 lata była więziona w zamku Kyrenia przez Jakuba, a gdy w 1463 r. uciekła na wyspę Rodos, wtedy Jakub koronował się na króla Cypru przyjmując imię Jakuba II. Po śmierci Jakuba (1473) próbowała odzyskać władzę na Cyprze, jednak nie dopuściła do tego Wenecja, która miała w opiece wdowę po Jakubie, Katarzynę Cornaro. Wenecjanie obsadzili najważniejsze twierdze i miasta cypryjskie, w związku z czym Charlotta udała się do Rzymu, szukając pomocy u papieża Sykstusa IV. Ten ograniczył się jedynie do pisemnej akcji dyplomatycznej, co nie odniosło żadnego skutku.
Charlotta adoptowała Alfonsa Aragońskiego, nieślubnego syna Ferdynanda II, króla Neapolu, który był mężem Charlotty Lusignan, nieślubnej córki Jakuba II. 28 czerwca 1481 r. w St. Maurice de Chablais na następcę tronu cypryjskiego (o ile sama umrze bezpotomnie) wybrała swojego kuzyna i jednocześnie bratanka swojego męża, Karola I Sabaudzkiego. Po śmierci swojego męża Ludwika w dniu 25 października 1485 r. w kościele św. Piotra w Rzymie uroczyście scedowała prawa do tronu (w zamian za roczną pensję) na Karola I. Ponieważ cesja została wykonana na rzecz książąt Sabaudii, odtąd ci nosili również tytuł królów Cypru.
Charlotta została pochowana w bazylice św. Piotra w Rzymie.

## Małżeństwa i potomstwo
Charlotta była dwukrotnie mężatką.
W 1457 r. wyszła za mąż za Jana Portugalskiego, księcia Coimbra (1431–1457). Jan był synem Piotra, infanta Portugalii. Podobno został otruty na rozkaz królowej-matki Heleny.
W 1458 r. Charlotta wyszła za mąż za Ludwika Sabaudzkiego, hrabiego Genewy (1436–1482). Traktat został podpisany 10 października w Turynie. Ludwik był młodszym synem Ludwika I, księcia Sabaudii i Anny de Lusignan (córki Janusza Cypryjskiego, króla Cypru).

Para miała syna, który urodził się w lipcu 1464 r., a zmarł miesiąc później.